# Lupte greco-romane

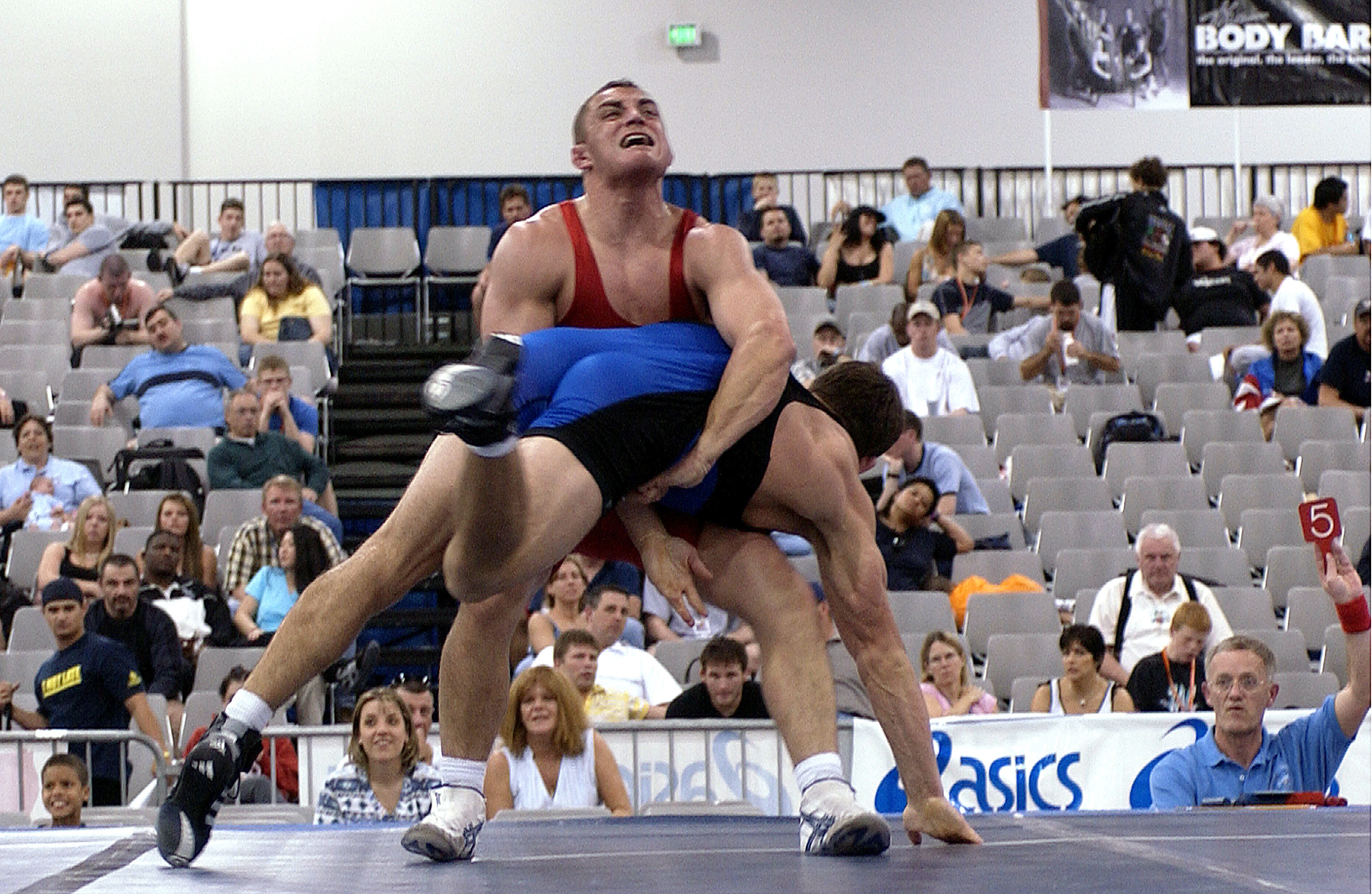
Doi luptători de greco-romane

Luptele greco-romane sunt un stil de lupte practicat la nivel global. Acesta a fost contestat la primele Jocuri Olimpice moderne în anul 1896 si a fost inclusă în fiecare ediție a Jocurilor Olimpice de vară organizate de la 1908. Doi luptători sunt marcați de un juriu pentru performanța lor în două perioade de trei minute, luptele ținând de obicei pâna un luptator câștigă două perioade sau atinge scopul suprem de a trântire la sol, „pe spate”, a oponentului (scop numit „tuș”). Acest stil de lupte interzice ținutul de sub talie, aceasta fiind diferența majoră între ea și luptele libere, altă forma de lupte de la Jocurile Olimpice.